# Lina Tur Bonet
Lina Tur Bonet és una violinista balear nascuda a Eivissa i filla del músic Antoni Tur.
Va estudiar a l'escola superior de música de Friburg i a la Universitat de Música i Art Dramàtic de Viena. En aquesta última va completar els seus estudis amb el títol acadèmic de Magister artium o liberalium artium magister (títol acadèmic de l'època medieval per a estudiants d'arts liberals).
Actualment dirigeix l'orquestra Musica Alchemica. A més de la seva carrera musical també ha treballat ensenyant en diverses institucions acadèmiques, entre d'altres a la Universitat de Magúncia Johannes Gutenberg i Universitat d'Augsburg. Entre l'any 2005 fins al 2016 va ocupar la càtedra de violí al Conservatori Superior de Música Saragossa. Actualment imparteix classes al Centro Superior de Enseñanza Musical Katarina Gurska, a Madrid i a l'Escola Superior de Música de Catalunya, a Barcelona. Com a música, compta amb nombroses actuacions internacionals, a més d'una amplia discografia.

## Discografia (selecció)
- Vivaldi: Premieres (Violin Concertos & Sonatas) de Lina Tur Bonet, Antonio Vivaldi i altres.
- de la Guerre: 6 Sonates per a violí (Paris 1707) de Lina Tur Bonet (violí barroc), Patxi Montero (viola baixa) i altres.
- Biber: Rosenkranzsonaten - Mystery Sonatas de Lina Tur Bonet (violí barror), Musica Alchemica i altres.
- An Imaginary Meeting de Lina Tur Bonet, Dani Espasa i altres.
- La Bellezza - Beauty of 17th Century Violin Music de Lina Tur Bonet (violí, viola) i altres.
- Vivaldi Premieres. Violin Concertos & Sonatas de Lina Tur Bonet, Antonio Vivaldi i altres.
- Corelli: Sonates per a violí Op.V de Lina Tur Bonet, Musica Alchemica i altres.